# Anomalon novoguineense
Anomalon novoguineense är en stekelart som först beskrevs av Szepligeti 1906.  Anomalon novoguineense ingår i släktet Anomalon och familjen brokparasitsteklar. Inga underarter finns listade i Catalogue of Life.